# Yūki Hashizume
Yūki Hashizume (jap. 橋爪 勇樹, Hashizume Yūki; * 10. August 1990 in Ueda, Präfektur Nagano) ist ein japanischer Fußballspieler.

## Karriere
Yūki Hashizume erlernte das Fußballspielen in der Universitätsmannschaft der Yamanashi-Gakuin-Universität. Seinen ersten Vertrag unterschrieb er 2013 bei Ventforet Kofu. Der Verein aus Kōfu, einer Großstadt in der Präfektur Yamanashi auf Honshū, der Hauptinsel Japans, spielte in der höchsten Liga des Landes, der J1 League. Ende 2017 musste er mit dem Club den Weg in die Zweite Liga antreten.